# Valgemetsa
Valgemetsa (de naam betekent wit bos) is een plaats in de Estlandse gemeente Põlva vald, provincie Põlvamaa. De plaats heeft de status van dorp (Estisch: küla) en telt 76 inwoners (2021).
Tot in oktober 2017 lag Valgemetsa in de gemeente Vastse-Kuuste. In die maand werd Vastse-Kuuste bij de gemeente Põlva vald gevoegd.
Valgemetsa ligt aan de rivier Ahja en heeft een halte aan de spoorlijn Tartu - Petsjory.

## Geschiedenis
Valgemetsa ontstond pas in 1932, toen de spoorlijn Tartu - Petsjory een halte kreeg bij de plaats waar later het dorp zou komen. Het eerste huis werd opgeleverd op 12 juli 1933; dat is voor de dorpsbewoners de stichtingsdatum van het dorp. In 1940 stonden er 60 huizen.
Tot in 1977 had Valgemetsa de status van vlek (Estisch: alevik); in dat jaar werd de plaats ‘gedegradeerd’ tot dorp.